# Neon wangi
Neon wangi är en spindelart som beskrevs av Peng X., Li S. 2006. Neon wangi ingår i släktet Neon och familjen hoppspindlar. Inga underarter finns listade i Catalogue of Life.